# Lidia Beloziorova
Lidia Oleksiïvna Beloziorova (ukrainien : Лідія Олексіївна Бєлозьорова), née le 31 mars 1945 à Kherson et morte le 15 février 2022, est une actrice ukrainienne de théâtre et de cinéma.
Elle a commencé à travailler comme artiste au Théâtre Mykola Kulish et a passé sa carrière professionnelle au Théâtre musical et dramatique (uk) de Rivne entre 1968 et 1969, puis au Théâtre Maria Zankovetska de 1969 à 1972 et enfin au Théâtre musical et dramatique Mykola Sadovskiy. Beloziorova a joué dans plus de 100 représentations dramatiques et musicales au Théâtre musical et dramatique Mykola Sadovskiy. Elle a été nommée Artiste du peuple d'Ukraine, a reçu le titre d'Artiste émérite d'Ukraine et a reçu l'Ordre de la princesse Olga de 3e classe.

## Biographie
Lidia Beloziorova est née à Kherson sous le nom de jeune fille de Lidia Vakula,. En 1963, elle commence à travailler comme artiste au Théâtre Mykola Kulish. Belozyorova est diplômée en 1968 de l'Université nationale de théâtre, de cinéma et de télévision I. K. Karpenko-Kary de Kiev,,.

## Filmographie
- Lettre perdue
- Retour de Moukhtar saison 2 en 2005

- Retour de Moukhtar saison 4 en 2007